# جمع البيانات

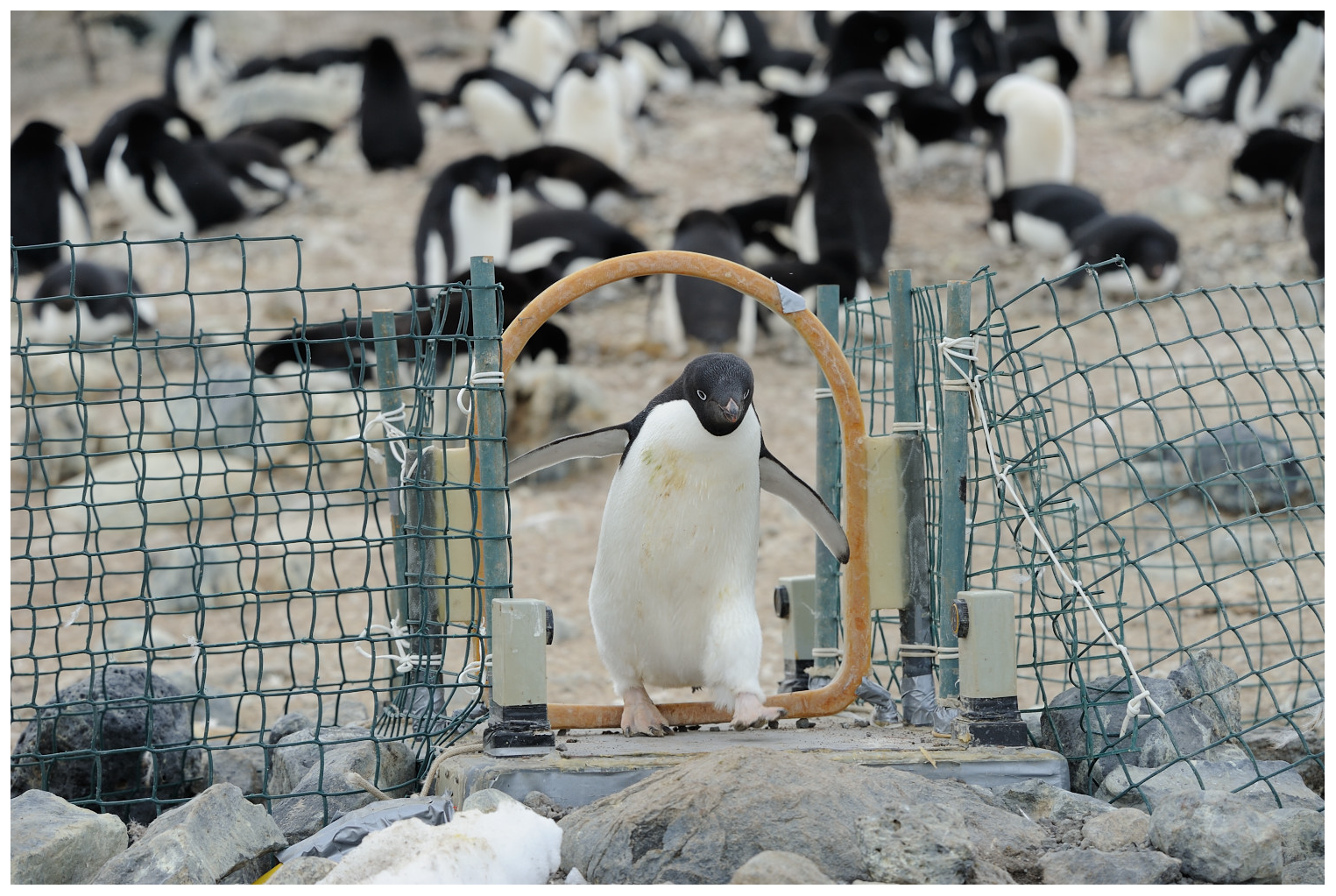

جمع البيانات هو عملية جمع وقياس المعلومات حول المتغيرات المستهدفة في نظام قائم، والذي يمكّن الفرد بعد ذلك من الإجابة على الأسئلة ذات الصلة وتقييم النتائج. جمع البيانات هو أحد مكونات البحث في جميع مجالات الدراسة بما في ذلك العلوم الفيزيائية والاجتماعية والعلوم الإنسانية والأعمال. بينما تختلف الأساليب حسب الانضباط، يظل التركيز على ضمان التجميع الدقيق والصادق كما هو. الهدف من جمع البيانات هو الحصول على أدلة الجودة التي تسمح للتحليل أن يؤدي إلى صياغة إجابات مقنعة وذات مصداقية للأسئلة التي تم طرحها.